# Alfons (prostitution)
 For alternative betydninger, se Alfons. (Se også artikler, som begynder med Alfons)
 Der er for få eller ingen kildehenvisninger i denne artikel, hvilket er et problem. Du kan hjælpe ved at angive troværdige kilder til de påstande, som fremføres i artiklen.

En alfons eller ruffer er en person, der tjener sine penge på rufferi, det vil sige på andres prostitution (herunder mandlig prostitution). Dette sker typisk ved at tage beskyttelsespenge, høj leje af "forretningslokale", "leje" af fortovsareal for gadeprostituerede eller tilsvarende. Det er lovligt at være prostitueret i Danmark, men ikke alfons, jf. rufferiparagraffen. I Danmark og en del andre lande er der straf for alfonseri eller rufferi, dvs. at tjene penge på andres prostitution. I Danmark er straffen for rufferi fængsel i op til 4 år
Rufferens opgave er typisk at finde klienter for deres prostituerede og det er ikke sjældent at alfonser tilbyder at beskytte deres prostituerede mod et vist "gebyr" pr. kunde eller pr. døgn. Alfonser er mænd, mens en kvinde med samme funktion kaldes bordelmutter. Alfonser bruger sjældent tvang for at beholde deres prostituerede, dog med undtagelse af såkaldt trafficking.